# Mona Da Vinci
Mona Da Vinci es el quincuagésimo noveno álbum de estudio del grupo alemán de música electrónica Tangerine Dream. Publicado en agosto de 2011 por el sello Eastgate destaca por ser un álbum compuesto íntegramente por Edgar Froese algo poco frecuente en la trayectoria del grupo.
Se trata de un álbum inspirado temáticamente por el cuadro La Gioconda de Leonardo Da Vinci como se acredita tanto en la denominación como en el diseño gráfico. Sylvain Lupari, en su reseña para el portal Synth&Sequences, lo califica como un álbum que "no se desvanece como puede parecer en las primeras escuchas".

## Producción

La Gioconda de Leonardo da Vinci inspiración y eje temático del álbum

Grabado en 2011 en los estudios Eastgate de Viena Mona Da Vinci es un álbum de 42 minutos de duración interpretado prácticamente por Edgar Froese, a excepción de la canción «Phantoms And Oracles» en la que participa el guitarrista Zlatko Perika, aunque en el libreto interior aparecen fotografías y detalles gráficos del resto de los integrantes del grupo. Se trata de la quinta referencia de una serie de álbumes, denominados «Cupdisc», de menor duración con respecto a las producciones habituales.
Cinco de las seis canciones nunca se interpretaron ni aparecieron previamente siendo la excepción «Calumet» de la que ya se había divulgado una versión en vivo.

## Lista de temas
| N.º   | Título                     | Escritor(es) | Duración |  |
| 1.    | «Calumet»                  | Edgar Froese | 8:32     |  |
| 2.    | «Morpheus' Light»          | Edgar Froese | 6:36     |  |
| 3.    | «Phantoms And Oracles»     | Edgar Froese | 6:28     |  |
| 4.    | «Mona Da Vinci»            | Edgar Froese | 7:08     |  |
| 5.    | «In The Storm Of Serenity» | Edgar Froese | 7:38     |  |
| 6.    | «Hunting For Illusions»    | Edgar Froese | 4:42     |  |
| 42:12 |                            |              |          |  |

## Personal
- Edgar Froese - instrumentación, ingeniería de grabación y producción
- Zlatko Perika - guitarra en «Phantoms And Oracles»
- Harald Pairits - masterización
- Bianca F. Acquaye - producción ejecutiva y diseño artístico
- Andreas Mueller - fotografía